# 黃塗山
黃塗山（1926年—2020年12月23日），臺灣竹編工藝師。出生於臺灣南投竹山，日治時期考入竹山郡竹材工藝傳習所，學習日本竹藤工藝。長期投入竹編工藝研發、創作與教育，為臺灣竹編工藝重要推手。

## 生平簡介
黃塗山1926年出生於臺灣南投， 1939年自竹山公學校畢業後，考入竹山郡竹材工藝傳習所，畢業後留任研習生，繼續向池田、二神兩位日籍藝師學習，奠定深厚竹編工藝基礎。1953年任教於嘉義工藝專修班。1954年，顏水龍主持南投縣工藝研究班，黃塗山實習指導教師指導竹工藝。1957年，黃塗山應聘至臺灣手工業推廣中心之臺南關廟竹細工技術訓練班擔任講師。南投工藝研習所（ 1973年改制為臺灣省手工業研究所，2010年改制為國立臺灣工藝研究發展中心）成立後，黃塗山於1964年受聘為技術員直至退休，退休後仍專注於竹藝創作與竹藝傳承，長期投入竹編工藝研發、創作與教育，為臺灣竹編工藝重要推手。2020年12月23日病逝，享耆壽94歲。

## 工藝特色與作品
傳統竹編工藝技法，松花水紋、菊花紋編、山道紋編、反折收編、松葉編、 文掛編、素燒陶胎編、竹枝紋飾、六角編法、米字形編、三角穿插、壓一編、挑一等、四角編、斜紊、風車編、 平 面、單口、雙口等為其擅長。

### 作品
- 《矢紋花器》1991年 國立臺灣工藝研究發展中心藏[3]。
- 《梅花紋花器》1994年 國立臺灣工藝研究發展中心藏[4]。
- 《三角紋花器》1994年 國立臺灣工藝研究發展中心藏[5]。
- 《松花紋花器》1994年 國立臺灣工藝研究發展中心藏[6]
- 《水草紋花器》1999年 國立臺灣工藝研究發展中心藏[7]
- 《間插輪口花器》2002年 國立臺灣工藝研究發展中心藏[8]。

## 榮譽與展覽
- 1993年 教育部民族藝術薪傳獎
- 1997年 「黃塗山竹編藝術特展」臺中縣立文化中心
- 1998年 教育部第二屆傳統工藝類「重要民族藝術藝師」
- 2002年「黃塗山竹編藝術展」南投縣文化局
- 2004年 獲選國立臺灣工藝研究發展中心「臺灣工藝之家」
- 2008年 國家工藝成就獎
- 2010年 重要傳統藝術竹編工藝保存者[9]

## 註腳
1. ↑  
.   [2021-01-17]. （原始内容存档于2021-01-21）.
2. ↑  . nchdb.boch.gov.tw.   [2023-04-17].
3. ↑  黃塗山. . collections.culture.tw.   [2023-04-17]. （原始内容存档于2023-04-17） （中文（臺灣））.
4. ↑  黃塗山. . collections.culture.tw.   [2023-04-17]. （原始内容存档于2023-04-20） （中文（臺灣））.
5. ↑  . collections.culture.tw.   [2023-04-17]. （原始内容存档于2023-04-17）.
6. ↑  . collections.culture.tw.   [2023-04-17]. （原始内容存档于2023-04-20）.
7. ↑  . collections.culture.tw.   [2023-04-17]. （原始内容存档于2023-04-20）.
8. ↑  . collections.culture.tw.   [2023-04-17]. （原始内容存档于2023-04-21）.
9. ↑  . www.ntcri.gov.tw.   [2023-04-17]. （原始内容存档于2023-04-21）.